# Robert Silverberg

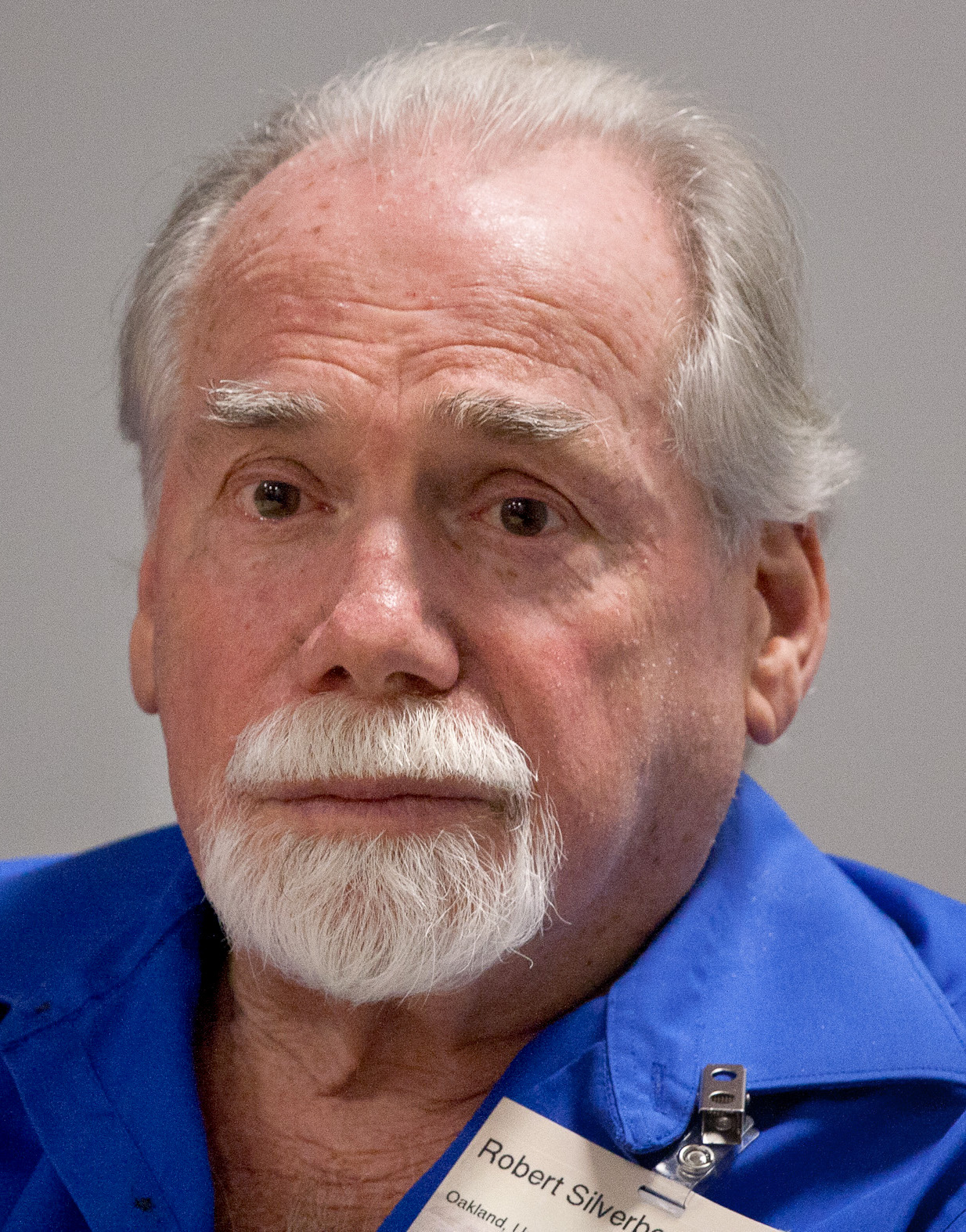
Robert Silverberg

Robert Silverberg (New York, 15 januari 1935) is een Amerikaanse schrijver van sciencefiction en fantasy.  Hij studeerde vergelijkende literatuur aan de Columbia University in New York.
Hij begon met schrijven op zeer jeugdige leeftijd en in 1955 verscheen zijn eerste roman Revolt on Alpha C. Hij won de Hugo Award voor beste nieuwe schrijver in het jaar daarna. Silverberg was in staat om enorme hoeveelheden tekst te produceren. Tussen 1957 en 1959 publiceerde hij 220 korte verhalen en 11 romans. Ook schreef hij in andere genres, zoals western, detectiveverhaal en erotica. Zijn lijst met pseudoniemen bevat ruim 50 namen.
In 1959 verliet hij het SF-genre met een burn-out. Hij legde zich toe op non-fictie en tot 1972 schreef hij 70 titels, meestal over zijn favoriete onderwerpen ontdekkingsreizen, archeologie en prehistorie
Frederik Pohl die destijds redacteur was van het tijdschrift Galaxy haalde Silverberg in 1969 over weer SF te gaan schrijven. Hij schreef nu met meer emotie en werkte zijn personages beter uit. Hij nam als voorbeeld niet meer andere SF schrijvers, maar de meesters van de wereldliteratuur, van klassieke tot moderne. Zijn verhalen werden somberder, vaak met een negatief of open einde. Ook zocht hij alternatieven voor de menselijke ellende. Veel van zijn beste werk stamt uit deze periode. In 1969 won hij de Hugo Award voor beste novelle met Nightwings. Hij kreeg de Nebula Award in 1970 voor het korte verhaal Passengers en twee in 1971 voor de roman A Time of Changes en het korte verhaal Good News from the Vatican. In 1975 kreeg hij nog een Nebula voor de novelle Born with the Dead. Hij was de eregast bij de World Science Fiction Convention van 1970.
Silverberg ondervond een tweede burn-out door de intensiteit die nodig was om de kwaliteit te produceren die hij van zichzelf eiste. Hij verhuisde van New York naar de westkust en kondigde in 1975 aan te stoppen met schrijven. Dit bleek slechts een sabbatical. Hij kwam weer terug, ditmaal met Lord Valentine's Castle, het begin van de Majipoor-verhalen.
In 2003 ontving Robert Silverberg de Nebula Grand Master Award.

## Zeer gedeeltelijke bibliografie

### Vroege periode
- Revolt on Alpha C (1955)
- Master of Life and Death (1957)
- Aliens from Space (1958 - als David Osborne)
- Lost Cities and Vanished Civilizations (1962 - non-fictie)
- Time of the Great Freeze (1963)
- The mask of Akhnaten (1965); in het Nederlands: Het gouden masker (1966)
- Sunken history (1966); in het Nederlands: Archeologie onder water (1966)
- Thorns (1967); in het Nederlands: Twee Sterren (1972)

### Middenperiode
- Those Who Watch (1967)
- The Time Hoppers (1967)
- To Open the Sky (1967); in het Nederlands: Op weg naar het oneindige (1978)
- Mound-Builders of Ancient America (1968 - non-fictie)
- The man who found Nineveh, the story of Austen Henry Layard (1968 - kinderboek)
- The Man in the Maze (1968)
- Nightwings (1968) in het Nederlands: Nachtvleugels (1973)
- Across a Billion Years (1969)
- Downward to the Earth (1969)
- Three Survived (1969)
- To Live Again (1969) in het Nederlands: Dubbelleven (1978)
- Up the Line (1969) in het Nederlands: Rijders van de tijdwind (1977)
- Hawksbill Station (1970)
- Tower of Glass (1970)
- Eve and the twenty-three adams (1971); in het Nederlands: Eva en de drieëntwintig Adams (1971)
- The World Inside (1971) in het Nederlands: Binnenwereld (1980)
- A Time of Changes (1971)
- The Book of Skulls (1972) in het Nederlands: Het boek der schedelen (1977)
- Dying Inside (1972)
- Unfamiliar Territory (1973)
- The Stochastic Man (1975)

### Late periode

#### Majipoor-serie
- Lord Valentine's Castle (1979) in het Nederlands: De burcht van heer Valentijn (1983)
- Majipoor Chronicles (1980) in het Nederlands: Het labyrint van Majipoor (1997)
- Valentine Pontifex  (1983) in het Nederlands: Valentijn de opperpriester (1998)
- The Mountains of Majipoor (1995)
- Sorcerers of Majipoor (1997)
- The Seventh Shrine (1998)
- Lord Prestimion (1999)
- King of Dreams (2000)
- The Book of Changes (2003)

#### Andere romans
- Lord of Darkness (1983)
- Gilgamesh the King (1984)
- Tom O'Bedlam (1985)
- Star of Gypsies (1986)
- Hackers (Kurzgeschichten) (1987)
- At Winter's End (1988)
- Nightfall (1990 - met Isaac Asimov) in het Nederlands: Ondergang (1990)
- To the Land of the Living (1990)
- Child of Time (1991  - met Isaac Asimov) in het Nederlands: Proefkind (1991)
- Thebes of the Hundred Gates (1991)
- The Positronic Man (1992 - met Isaac Asimov) in het Nederlands: Positronisch brein
- The Ugly Little Boy (1992 - met Isaac Asimov)
- The Alien Years (1997)
- Roma Eterna (2003)